# Bodaki (rejon krzemieniecki)

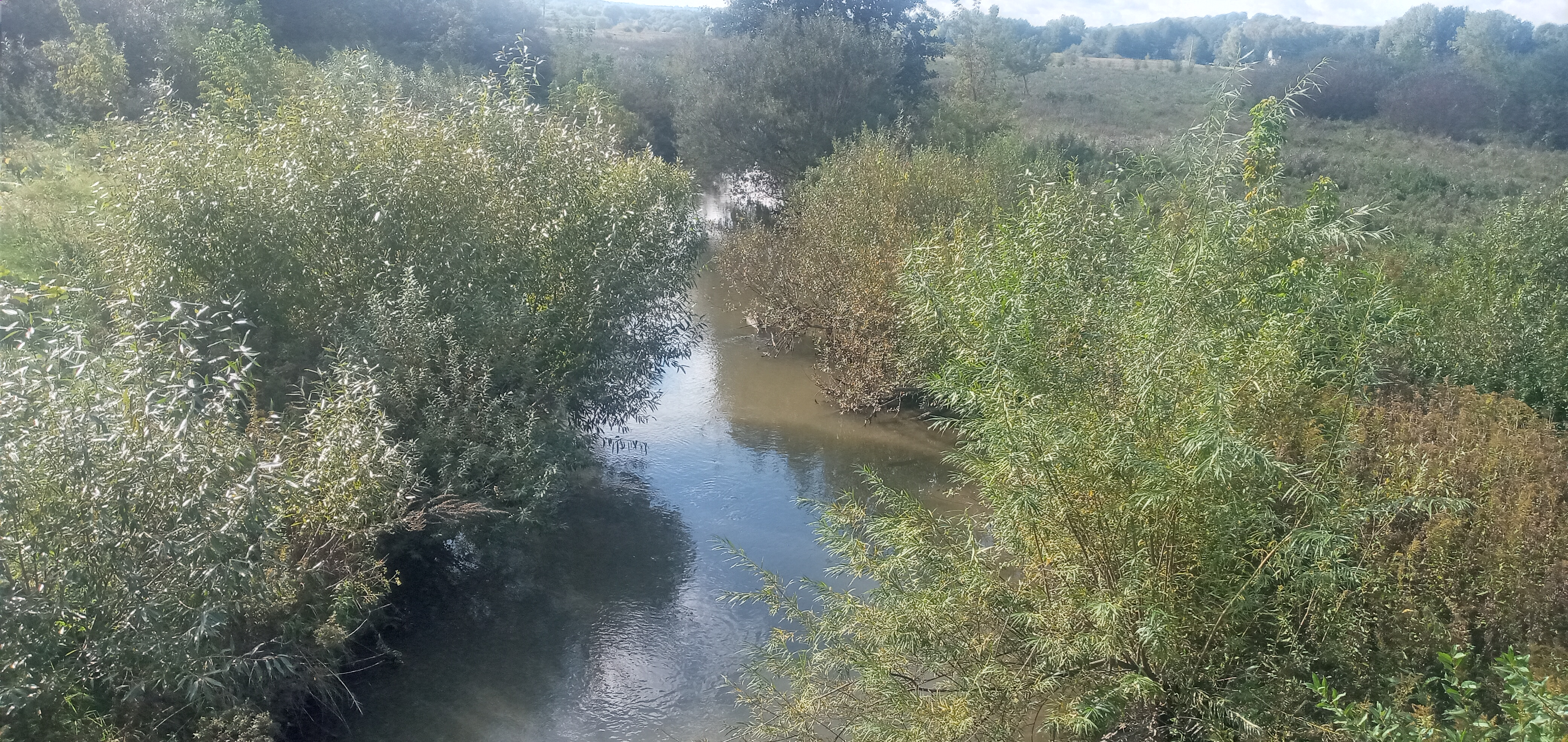
Rzeką Horyń

Bodaki – wieś na Ukrainie w rejonie krzemienieckim należącym do obwodu tarnopolskiego, położona nad rzeką Horyń.
Do 2020 w rejonie zbaraskim.